# رابین کاسینز
رابین کاسینز (انگلیسی: Robin Cousins؛ زادهٔ ۱۷ اوت ۱۹۵۷) اسکیت‌باز نمایشی سابق اهل بریتانیا است.